# Resolució 1688 del Consell de Seguretat de les Nacions Unides
La Resolució 1688 del Consell de Seguretat de les Nacions Unides fou adoptada per unanimitat el 16 de juny de 2006. Després de recordar totes les resolucions anteriors sobre la situació a Libèria, Sierra Leone i Àfrica Occidental, incloses les resolucions 1470 (2003), 1508 (2003), 1537 (2004) i 1638 (2005), el Consell va aprovar la transferència de l'ex-president liberià Charles Ghankay Taylor al Tribunal Especial per a Sierra Leone que es va traslladar a la Haia (Països Baixos), per qüestions de seguretat.
Els Països Baixos van acordar allotjar el judici només si Charles Taylor era empresonat en un tercer país.

## Resolució

### Observacions
En el preàmbul de la resolució, el Consell va recordar l'establiment del Tribunal Especial per la Resolució 1315 (2000) i que es podia allunyar de la seva seu si era necessari. A més, el Consell va expressar la seva voluntat d'acabar amb la impunitat, establir l'estat de dret, promoure els drets humans i mantenir la pau i la seguretat internacionals. També va apreciar que la presidenta de Libèria, Ellen Johnson-Sirleaf i el president de Nigèria Olusegun Obasanjo, havien demanat i facilitat la transferència de Charles Taylor al Tribunal Especial, respectivament.
Mentrestant, el Consell de Seguretat va reconèixer que els procediments del Tribunal Especial contribuirien a la veritat i la reconciliació a Libèria i la subregió i l'Estat de dret a Sierra Leone. Va assenyalar que el judici no podria tenir lloc a la capital de Sierra Leone, Freetown, per motius de seguretat, ni en el Tribunal Penal Internacional per a Ruanda, ja que es dedicava a altres tasques i que no existia cap altre tribunal a Àfrica. La resolució va determinar que la contínua presència de Charles Taylor a l'Àfrica Occidental constituïa una amenaça per a la pau i la seguretat a la regió.

### Actes
Segons Capítol VII de la Carta de les Nacions Unides, el Consell va assenyalar que es crearia una cambra judicial als Països Baixos per exercir les seves funcions fora de la seu del Tribunal Especial. Va donar la benvinguda a la decisió del govern neerlandès d'acollir el judici i la intenció de la Cort Penal Internacional d'utilitzar les seves premisses per detenir i jutjar Charles Taylor. En aquest context, es va requerir la cooperació de tots els estats i al Secretari General Kofi Annan que ajudés en els acords.
Mentrestant, es va demanar al Tribunal Especial que accedís al procediment públicament a través de videoconferència, ja que se li va concedir la jurisdicció exclusiva sobre Charles Taylor durant el procés de detenció i judici. El govern holandès va facilitar el judici per:
(a) permetre la detenció i judici de Charles Taylor;
(b) facilitant el transport de Charles Taylor mentre estava als Països Baixos;
(c) permetre l'aparició de testimonis, experts i d'altres en el judici de la mateixa manera que el Tribunal Penal Internacional per a l'antiga Iugoslàvia.
La resolució va eximir Charles Taylor de les disposicions de la Resolució 1521 (2003) a efectes de viatjar als Països Baixos i va assenyalar que les despeses serien a càrrec del Tribunal Especial que es va finançar a través de contribucions dels estats.